# Обоки
Обоки (на албански: Katund i Vogël) е село в Република Албания, община Дебър, административна област Дебър.

## География
Селото е разположено в историкогеографската област Поле в западното подножие на планината Дешат.

## История

### В Османската империя
Според османско преброяване от 1467 година в Хобок има 3 домакинства.
В XIX век Обоки е смесено българо-торбешко село в Дебърска каза на Османската империя. В „Етнография на вилаетите Адрианопол, Монастир и Салоника“, издадена в Константинопол в 1878 година и отразяваща статистиката на населението от 1873 година Обоки (Oboki) е посочено като село с 50 домакинства със 129 жители българи и 58 жители помаци. Според статистиката на Васил Кънчов („Македония. Етнография и статистика“) в Обоки живеят 175 души българи християни и 180 души българи мохамедани, като българите мохамедани (торбешите) са в процес на поалбанчване:
| „ | Жителите на селата Острени (Големо и Мало), Търново (Големо и Мало), Кленье, Летен, Джепища, Ърбеле, Обоки, Макелари и др. предпочитат да се казват арнаути и да говорят арнаутски. | “ |

На Етнографската карта на Битолския вилает на Картографския институт в София от 1901 година Обоки е смесено село българи, помаци, албанци и турци в Дебърската каза на Дебърския санджак с 29 къщи.
По данни на Екзархията в края на XIX век в Обоки има 25 православни къщи със 125 души жители българи. По данни на секретаря на екзархията Димитър Мишев („La Macédoine et sa Population Chrétienne“) в 1905 година в Обоки (Oboki) има 120 българи екзархисти и в селото функционира българско училище.
В 1911 година вестник „Дебърски глас“ пише:
| „ | Три часа северозапад от град Дебър се намира селото Обоки (по турски Исми Бет), разположено при подножието, недалеч от полите на Кърчин планина, в една доста плодородна местност, която преизобилно се напоява с водите на същата планина. Селото брои около 51 къщи, от които 27 християни българи, признаващи ведомството на Светата Екзархия, и 24 мохамедани (помаци). Българите от 15 години си имат училище. Населението на селото без разлика на вяра намират поминъка по чужбина: в България и Солун. Малка част от мъжкото население остава дома, за да се занимава със земеделие. Преди 70 години насила, с терор, били заграбени имотите – най-хубавите, разбира се – от един местен властник, наречен Иляз паша... | “ |

В 1911 година селяните отказват да плащат ушур на наследниците на Иляз паша и на 22 януари 1911 година властта изпъжда от селото семействата на Търпе Костов, Гиго Костов, Ангеле Костов, Кузман Костов, Блаже Йовчев, Фетах Сейфула, Реджеп Абдула, Али Елмаз, Черкез Аслан, Сюлейман Джамаил, Ферад Абди, Салим Черкез и Вейсал Ферад.
Според статистика на вестник „Дебърски глас“ в 1911 година в Обоки има 21 български екзархийски и 25 албански мюсюлмански къщи. През април селяните от Обоки протестират пред депутата Христо Далчев, че къщите им се предават на мухаджири. Според Георги Трайчев през 1911/1912 година в Обоки има 25 български къщи със 125 жители, като фунцкионират църква и училище.
При избухването на Балканската война в 1912 година 15 души от Обоки са доброволци в Македоно-одринското опълчение.

### В Албания
По време на войната с идването на сръбските войски всички жители на селото – и българи и албанци се връщат. Шукри бей обаче отново повдига въпроса с изгонването им. След войната селото попада в Албания. В рапорт на Павел Христов, главен български учител в Албания, и Григор Ошавков от 28 януари 1914 година се посочва, че Обоки е село с 22 български къщи. В селото е запазено българското училище, функциониращо до 1912 година. За учител е назначен Арсо Кърчишки, който има ІІ клас образование. Христов и Ошавков говорят с каймакамина на Долни Дебър Садък бей и мюдюра в Макелари Дине бей, които им обещават, че няма да допуснат изгонване на селяните.
В 1915 година, по време на Първата световна война, селото е анексирано от Царство България. Към 1 март 1916 година Обоки е част от Кърчищката община на българската Дебърска околия.
През Първата световна война австро-унгарските военни власти провеждат преброяване в 1916 – 1918 година в окупираните от тях части на Албания и Обоки е регистрирано като село със 169 албанци, 29 българи, 72 други, като в религиозно отношение са 165 мюсюлмани и 106 православни. Езиковедите Клаус Щайнке и Джелал Юли смятат резултатите от преброяването за точни.
В рапорт на Сребрен Поппетров, главен инспектор-организатор на църковно-училищното дело на българите в Албания, от 1930 година Обоки е отбелязано като село с 40 къщи. В селото е била запазена още и черквата, която се казва „Свети Никола“.
До 2015 година селото е част от община Макелари.

## Личности
Родени в Обоки
- Ангел Костов (1865 – ?), македоно-одрински опълченец, дюлгер, Нестроева рота на 1 дебърска дружина[18]
- Андон Стаматов (1871 – ?), македоно-одрински опълченец, зидар, 3 рота на 1 дебърска дружина, щаб на 1 бригада[19]
- Васил Ангелов, македоно-одрински опълченец, 19-годишен, майстор, основно образование, 4 рота на 1 дебърска дружина[20]
- Васил Иванов, македоно-одрински опълченец, 3 рота на 1 дебърска дружина[21]
- Вельо Николов (Вело, 1879/1882 – ?), македоно-одрински опълченец, мазач, 2 рота на 1 дебърска дружина[22]
- Даме Цветков (1884/1888 – ?), македоно-одрински опълченец, дюлгер, Нестроева рота на 1 дебърска дружина[23]
- Данаил Алексиев (Алексов), македоно-одрински опълченец, 26-годишен, зидар, основно образование, 4 рота на 1 дебърска дружина[24]
- Данаил Михайлов (1872 – ?), македоно-одрински опълченец, дюлгер, Нестроева рота на 1 дебърска дружина[25]
- Киро Ангелов, македоно-одрински опълченец, 18-годишен, зидар, ІІ клас, 4 рота на 1 дебърска дружина, ранен на 9 юли 1913 година, носител на кръст „За храброст“ IV степен[26]
- Киро Андонов, македоно-одрински опълченец, 18-годишен, каменоделец, ІІ клас, 4 рота на 1 дебърска дружина[27]
- Спиро Серафимов (Сарев, 1879/1882 – ?), македоно-одрински опълченец, майстор, 1 рота на 1 дебърска дружина[28]
- Спиро Тодоров (1894 – ?), македоно-одрински опълченец, каменоделец, 4 рота на 1 дебърска дружина[29]
- Търпе Якимов (1893 – ?), македоно-одрински опълченец, 3 рота на 1 дебърска дружина, ранен[30]
- Фидан Спасов (1879 – ?), македоно-одрински опълченец, зидар, 3 рота на 1 дебърска дружина[31]
- Христо Мартинов (1892 – ?), македоно-одрински опълченец, зидар, 4 рота на 1 дебърска дружина[32]

Свързани с Обоки
- Янко Обочки (р. 1935), неврохирург, здравен министър на Югославия